# Bissy-la-Mâconnaise
Pour les articles homonymes, voir Bissy.
Bissy-la-Mâconnaise est une commune française située en Haut-Mâconnais dans le département de Saône-et-Loire en région Bourgogne-Franche-Comté.

## Géographie

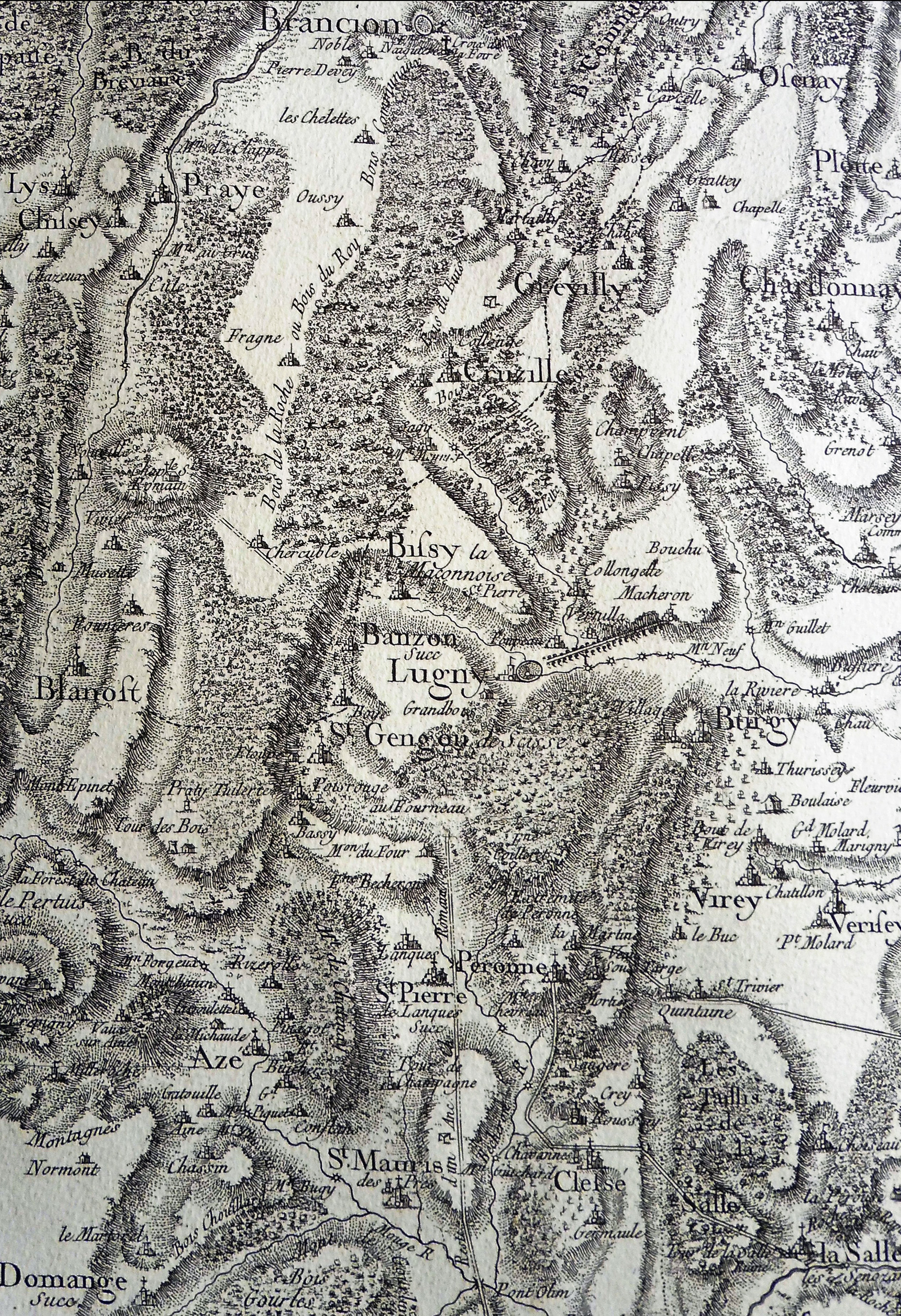
Bissy-la-Mâconnaise et les villages du Haut-Mâconnais en 1759, d'après la carte de Cassini.

De Bissy-la-Mâconnaise, village viticole du vignoble du Mâconnais appartenant à l'aire de production du Mâcon-Lugny, dépend un unique hameau : Charcuble.
« C'est une simple seigneurie, au levant entre deux montagnes, au bas desquelles règnent des prés appartenant tant au seigneur [de Lugny] qu'à différents particuliers, et un grand chemin tendant au bourg de Lugny, la montagne située au levant et au nord, au-dessus de laquelle est un bois de haute futaye. » écrivait le curé de Bissy-la-Mâconnaise au milieu du XVIIIe siècle.
Sur le territoire de la commune est partiellement implantée une forêt domaniale : la forêt des Grisons (contenance totale : 557,23 ha), mêlant feuillus et conifères.
Particularité notable : à l'intérieur du territoire de la commune de Cruzille est enclavée une parcelle de bois d'une contenance de 4,50 hectares (dénommée Le Bois du Mont) appartenant à la commune de Bissy-la-Mâconnaise (mais non limitrophe de celle-ci), situation résultant d'une contestation de propriété ayant opposé les habitants des hameaux de Sagy (Cruzille) à ceux de Charcuble (Bissy) à partir de 1762 (situation qui donna lieu à quantité de procès, qui durèrent pendant un siècle).

### Communes limitrophes
Les communes limitrophes sont Cruzille, Blanot, Chissey-lès-Mâcon, Lugny et Saint-Gengoux-de-Scissé.

### Hydrographie
Le principal cours d'eau traversant le territoire de Bissy-la-Mâconnaise est le ruisseau de Bissy, affluent de la rive gauche de la Bourbonne (dans laquelle ce ruisseau se jette en amont du bourg de Lugny, après avoir traversé un étroit vallon).
8 janvier 1934 : fondation du Syndicat intercommunal des eaux du Haut-Mâconnais, auquel appartiennent Bissy-la-Mâconnaise et neuf autres communes (Lugny, Burgy, Clessé, Viré, Saint-Maurice-de-Satonnay, Vérizet, Cruzille, Péronne et Montbellet), rejointes le 16 août 1934 par Plottes, Chardonnay et Uchizy (puis par Farges et Grevilly en 1938 et par Saint-Gengoux-de-Scissé, Azé et Igé après-guerre).

### Climat
Pour des articles plus généraux, voir Climat de la Bourgogne-Franche-Comté et Climat de Saône-et-Loire.
En 2010, le climat de la commune est de type climat océanique dégradé des plaines du Centre et du Nord, selon une étude du Centre national de la recherche scientifique s'appuyant sur une série de données couvrant la période 1971-2000. En 2020, Météo-France publie une typologie des climats de la France métropolitaine dans laquelle la commune est dans une zone de transition entre le climat océanique altéré et le climat océanique altéré et est dans la région climatique Bourgogne, vallée de la Saône, caractérisée par un bon ensoleillement (1 900 h/an), un été chaud (18,5 °C), un air sec au printemps et en été et des vents faibles.
Pour la période 1971-2000, la température annuelle moyenne est de 11,2 °C, avec une amplitude thermique annuelle de 18 °C. Le cumul annuel moyen de précipitations est de 889 mm, avec 9,8 jours de précipitations en janvier et 7,1 jours en juillet. Pour la période 1991-2020, la température moyenne annuelle observée sur la station météorologique de Météo-France la plus proche, « Jalogny_sapc », sur la commune de Jalogny à 14 km à vol d'oiseau, est de 11,2 °C et le cumul annuel moyen de précipitations est de 873,4 mm. 
La température maximale relevée sur cette station est de 39,6 °C, atteinte le 12 août 2003 ; la température minimale est de −21,6 °C, atteinte le 17 janvier 1985,,.
Les paramètres climatiques de la commune ont été estimés pour le milieu du siècle (2041-2070) selon différents scénarios d'émission de gaz à effet de serre à partir des nouvelles projections climatiques de référence DRIAS-2020. Ils sont consultables sur un site dédié publié par Météo-France en novembre 2022.

## Urbanisme

### Typologie
Au 1er janvier 2024, Bissy-la-Mâconnaise est catégorisée commune rurale à habitat dispersé, selon la nouvelle grille communale de densité à sept niveaux définie par l'Insee en 2022.
Elle est située hors unité urbaine. Par ailleurs la commune fait partie de l'aire d'attraction de Mâcon, dont elle est une commune de la couronne,. Cette aire, qui regroupe 105 communes, est catégorisée dans les aires de 50 000 à moins de 200 000 habitants,.

### Occupation des sols
L'occupation des sols de la commune, telle qu'elle ressort de la base de données européenne d’occupation biophysique des sols Corine Land Cover (CLC), est marquée par l'importance des territoires agricoles (64,2 % en 2018), en augmentation par rapport à 1990 (59,5 %). La répartition détaillée en 2018 est la suivante : zones agricoles hétérogènes (33,1 %), forêts (32,9 %), cultures permanentes (25,3 %), prairies (5,8 %), milieux à végétation arbustive et/ou herbacée (3 %). L'évolution de l’occupation des sols de la commune et de ses infrastructures peut être observée sur les différentes représentations cartographiques du territoire : la carte de Cassini (XVIIIe siècle), la carte d'état-major (1820-1866) et les cartes ou photos aériennes de l'IGN pour la période actuelle (1950 à aujourd'hui).

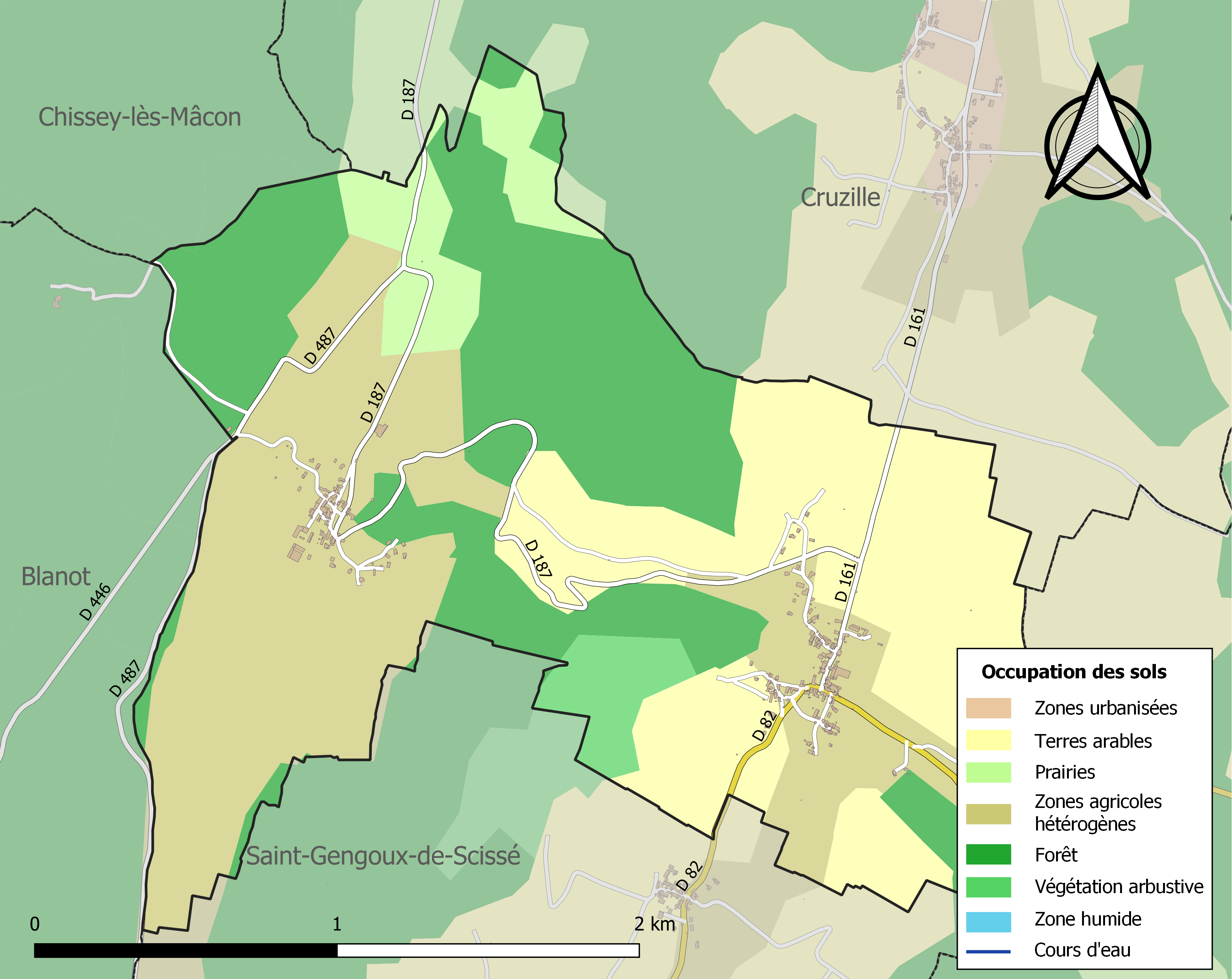
Carte des infrastructures et de l'occupation des sols de la commune en 2018 (CLC).

### Plan local d'urbanisme
L'urbanisme sur le territoire de Bissy-la-Mâconnaise est désormais régi par un plan local d'urbanisme intercommunal (PLUi), document d’urbanisme dont le territoire d’effet n'est plus la commune mais l’intercommunalité du Mâconnais-Tournugeois, soit vingt-quatre communes membres.
Ce document stratégique traduit les principes d’aménagement du territoire et constitue un outil réglementaire fixant les règles de construction et d’occupation des sols applicables sur le territoire, d'où son contenu : un rapport de présentation retraçant le diagnostic du territoire, un projet d’aménagement et de développement durable (PADD) exposant la stratégie intercommunale, des orientations d’aménagement et de programmation (OAP) définissant les conditions d’aménagements de certains quartiers/ilots (cas particuliers), un règlement fixant les règles d’utilisation et de droit des sols ainsi que des annexes (plan de zonage, liste des servitudes, etc.).
Le PLUi du Mâconnais-Tournugeois, fruit d'un processus lancé par la communauté de communes en 2016, a été définitivement adopté par le conseil communautaire le 21 décembre 2023.
La mise en œuvre de ce plan local d'urbanisme intercommunal entré en vigueur le 12 mars 2024 a entraîné l'abrogation de la carte communale de Bissy-la-Mâconnaise qui avait été approuvée le 22 avril 2011.

## Histoire

### Familles nobles
Ci-après, les blasons des quatre familles nobles ayant successivement possédé la seigneurie de Bissy, en tant que seigneurs de Lugny, du XIIIe siècle à la Révolution française :

Famille de Lugny (XIIIe siècle - fin du XVIe siècle).
Famille de Chabot (fin du XVIe siècle - milieu du XVIIe siècle).
Famille de Saulx-Tavannes (milieu du XVIIe siècle - début du XVIIIe siècle).
Famille de La Baume-Montrevel (début du XVIIIe siècle à la Révolution).

### Période moderne
Jusqu'à la Révolution, le hameau de Sagy (Cruzille) dépendit alternativement de Cruzille et de Bissy-la-Mâconnaise (à raison de deux années pour Cruzille et d'une année pour Bissy-la-Mâconnaise, le changement de paroisse intervenant le 29 septembre, jour de la fête de saint Michel archange, « suivant l'usage établi de tout temps »). Ce fut notamment le cas en : 1782-1783, 1785-1786 et 1788-1789.
Guerres de Religion : le château de Bissy, propriété des seigneurs de Lugny, est attaqué et détruit.
Fin juillet 1789 : épisode de la Grande Peur en Mâconnais. L'abbé Louis-François Dubost, curé de Bissy-la-Mâconnaise, consigne le 31 août dans ses registres paroissiaux les désordres auxquels il a assisté : « Ô, mes chers successeurs, vous vivrez dans des temps plus heureux, et vous croirez à peine ce que j'ai vu, et ce qui s'est passé autour de moi ! Quoi, direz-vous, dans un siècle éclairé, policé, tant d'horreurs ! Pouvons-nous le croire ? Oui, croyez-le, je ne suis pas le seul pour attester ce que je vais raconter. Mes confrères voisins auront pris soin de transmettre à la postérité ces événements si affreux, dont comme moi ils ont été témoins. ».
1790 : à la création des cantons, la commune de Bissy-la-Mâconnaise est rattachée au canton de Lugny, alors composé de douze communes.
Au sortir de la Révolution, Bissy-la-Mâconnaise, à l'instar de Burgy, est rattaché à Lugny pour le culte, et cesse dès lors d'avoir un curé.

### Période contemporaine

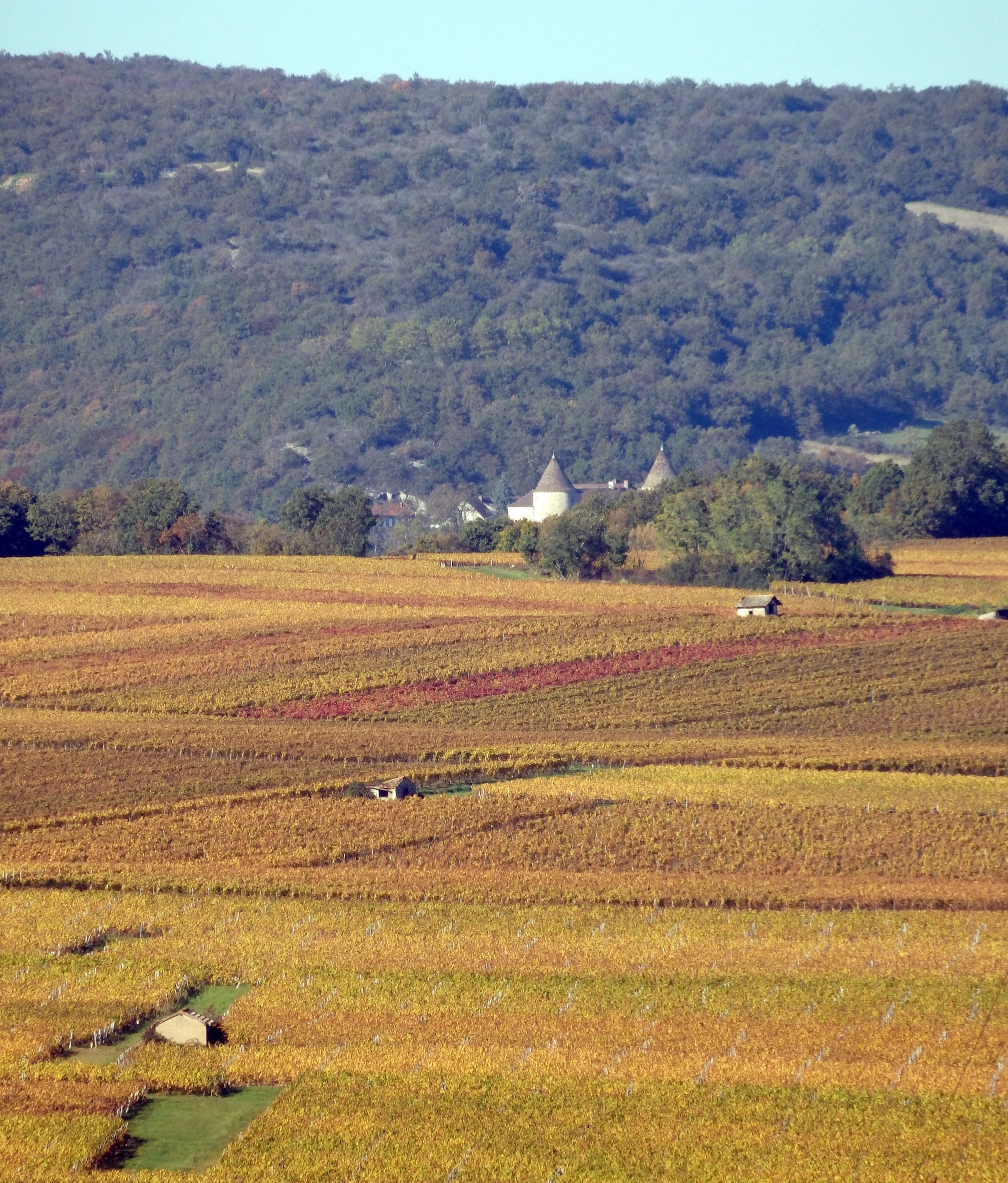
Vignoble et cabanes de vigne à l'est du bourg.

À compter du 11 novembre 1900, Bissy-la-Mâconnaise fut desservi par le train, à la suite de l'inauguration ce jour-là de la ligne de chemin de fer à voie étroite Mâcon-Fleurville via Lugny (ligne qui fonctionna, pour le trafic quotidien des voyageurs, jusqu'en 1931),.
1910 : construction de la mairie-école de Bissy-la-Mâconnaise, d'après des plans de l'architecte Claude Blanc.
Pendant la Seconde Guerre mondiale, une infirmerie des maquis fut installée à Bissy-la-Mâconnaise, dans la petite maison jouxtant le chevet de l'église, où des soins furent discrètement prodigués aux blessés et malades appartenant aux maquis du Haut-Mâconnais.
1972 : création du Syndicat intercommunal à vocation multiple (SIVOM) du canton de Lugny (siège en mairie de Lugny), auquel adhèrent Bissy-la-Mâconnaise et treize autres communes du Haut-Mâconnais, avec pour objet : la couverture des dépenses d'investissement et de fonctionnement du collège de Lugny, la réalisation d'une maison de retraite, la création et le fonctionnement de tous services sociaux (tels que dispensaire, aide à domicile par exemple), la réalisation de travaux d'assainissement, le ramassage d'ordures ménagères et l'entretien de la voirie communale. L'un des premiers gros chantiers de ce syndicat, outre la construction du collège public de Lugny (entré en service en janvier 1977), sera d'entreprendre la mise en œuvre, dès 1974, d'un réseau intercommunal d'assainissement équipé d'une station d'épuration, ceci au profit de six communes (Montbellet, Lugny, Burgy, Cruzille, Bissy-la-Mâconnaise et Saint-Gengoux-de-Scissé), grâce au transport sur 6,5 kilomètres environ, de Lugny au hameau de Saint-Oyen (Montbellet), des eaux usées collectées.
1993 : fondation de la communauté de communes du Haut-Mâconnais (avec Lugny pour siège), regroupant sept communes : Bissy-la-Mâconnaise, Burgy, Chardonnay, Cruzille, Grevilly, Lugny et Saint-Gengoux-de-Scissé. À cette première communauté de communes a succédé, le 1er janvier 2003, la Communauté de communes du Mâconnais - Val de Saône (siège à Lugny), résultant de la fusion de trois intercommunalités (celles du Haut-Mâconnais, de la Haute-Mouge et du Mâconnais-Val de Saône) et totalisant une population de 7 336 habitants.

Les vignobles du Mâconnais.

## Économie
Village viticole, Bissy-la-Mâconnaise dispose de vignes dont la vendange est majoritairement vinifiée à la cave coopérative de Lugny.
Bissy-la-Mâconnaise dispose toutefois de vignerons indépendants implantés sur la commune, parmi lesquels le Domaine des Carmes (Thomas Rattez). La Maison Baldassini (Cruzille) y a son chai de vinification.
On y produit principalement l'appellation d'origine contrôlée « Mâcon-Lugny », qui est l'une des 27 dénominations géographiques complémentaires de l’appellation régionale « Mâcon » (appellation totalisant 484 hectares pour une récolte annuelle de 4,1 millions de bouteilles, dont l'aire délimitée est comprise, depuis un décret de 2005, à l’intérieur des communes de Lugny, Bissy-la-Mâconnaise, Saint-Gengoux-de-Scissé et Cruzille pour partie).
Un pressoir à vis installé sous abri à l'entrée sud du village rappelle depuis 2003 la vocation viticole de la commune.

## Politique et administration

### Liste des maires

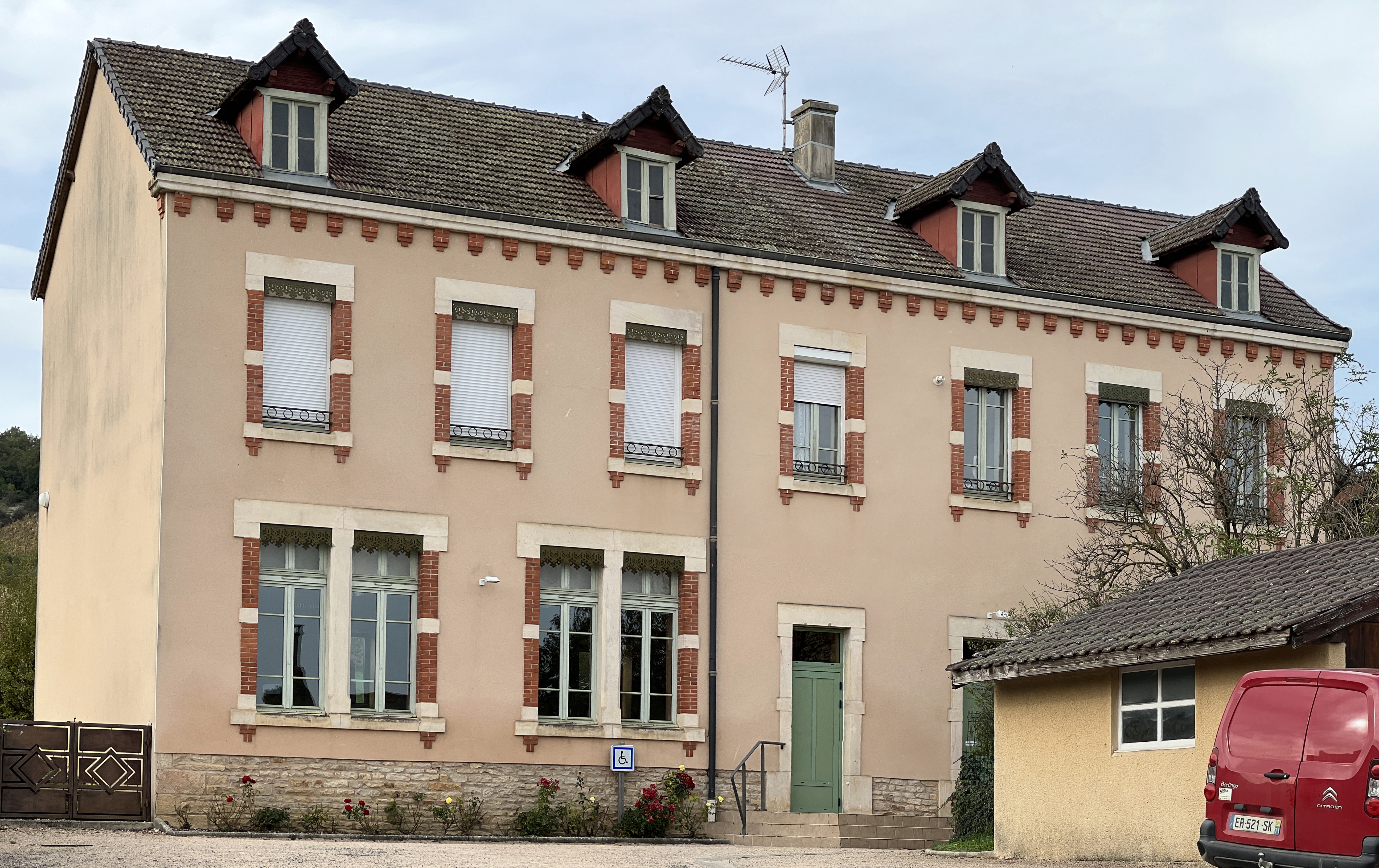
La mairie, ancienne « mairie-école » bâtie en 1912.

| Période                                  | Période              | Identité              | Étiquette | Qualité |
| ---------------------------------------- | -------------------- | --------------------- | --------- | --- |
| 1944                                     | 1946 (démission)     | Jean Gabry            |           | Né le 25 octobre 1891 au hameau de Charcuble. Engagé volontaire en 1911, combattant 1914-1918, quitte l'armée après une carrière dans l'artillerie en AFN avec le grade d'adjudant-chef en 1929 (il a notamment pris part à la guerre du Rif, et a participé à la bataille pour la prise de Taza). Revient à Bissy-la-Mâconnaise et s'y installe comme viticulteur. Titulaire de la médaille militaire, de la croix de guerre 1914-1918 avec palmes, de la médaille coloniale, de la médaille interalliée 1914-1918, et décoré dans l'ordre du Ouissam alaouite (Maroc). Décédé en juillet 1993. |
|                                          | 1977                 | M. Guyon              |           | |
| 1977                                     | février 1992 (décès) | Maurice Lagadrillière | PCF       | Né à Bissy-la-Mâconnaise le 17 mars 1925. Résistant, engagé à 19 ans dans le 4e bataillon de choc. Devenu maire après être entré au conseil municipal lors des élections de 1953 (adjoint au maire à compter de 1971). Décoré en 1984 de la médaille d'honneur régionale, départementale et communale (échelon argent). |
| avril 1992                               | mars 2014            | Gérard Penot          |           | Chef d'entreprise (maçonnerie). Élu le 3 avril 1992, réélu en juin 1995. Était entré au conseil municipal en 1977 (premier adjoint au maire à compter de 1989). Décédé le 5 octobre 2019, à l'âge de 71 ans. |
| mars 2014                                | en cours             | Marc Sangoy           |           | Viticulteur, président de la Cave de Lugny |
| Les données manquantes sont à compléter. |                      |                       |           | |

### Intercommunalité et canton

#### Intercommunalité
Bissy-la-Mâconnaise, après avoir appartenu à la communauté de communes du Mâconnais-Val-de-Saône (siège à Lugny), relève depuis le 1er janvier 2017 de la communauté de communes du Mâconnais-Tournugeois (siège à Tournus), à la suite de la mise en place du nouveau schéma départemental de coopération intercommunale (cette nouvelle communauté résulte de la fusion de deux communautés de communes : la communauté de communes du Tournugeois qui regroupait douze communes du Tournugeois et la communauté de communes du Mâconnais-Val-de-Saône qui regroupait douze communes du Haut-Mâconnais).
Cette communauté de communes est gérée par un conseil communautaire composé de quarante et un membres représentant chacune des communes adhérentes (et élus pour une durée de six ans), conseil au sein duquel Bissy-la-Mâconnaise, à l'instar de toutes les autres communes de l'intercommunalité, dispose d'un représentant unique (exception faite de Lugny, Clessé, Viré et Montbellet représentés par deux délégués et de la ville de Tournus qui en totalise treize).
Depuis 2020 (et jusqu'en 2026), le délégué représentant Bissy-la-Mâconnaise au sein de ce conseil communautaire est Marc Sangoy (maire).

#### Canton
Bissy-la-Mâconnaise, commune qui relevait du canton de Lugny depuis 1790, appartient depuis 2015 au canton d'Hurigny, à la suite du nouveau découpage territorial de Saône-et-Loire entré en vigueur à l'occasion des élections départementales de 2015 (découpage défini par le décret du 18 février 2014, en application des lois du 17 mai 2013).
Le canton d'Hurigny, tel qu'il se présente depuis cette réforme, est constitué de communes qui appartenaient auparavant à trois anciens cantons : le canton de Lugny (14 communes), le canton de Mâcon-Nord (12 communes) et le canton de Mâcon-Sud (2 communes).

### Sécurité

#### Gendarmerie

L'unité de gendarmerie à laquelle la commune de Bissy-la-Mâconnaise est rattachée est la brigade de Lugny.

#### Sapeurs-pompiers

Avec Lugny, Saint-Gengoux-de-Scissé, Cruzille, Grevilly et Burgy (ainsi que, depuis juin 2023, une partie des villages de Viré et de Montbellet), la commune de Bissy-la-Mâconnaise relève du secteur d'intervention des sapeurs-pompiers du centre d'incendie et de secours de Lugny.

## Enseignement

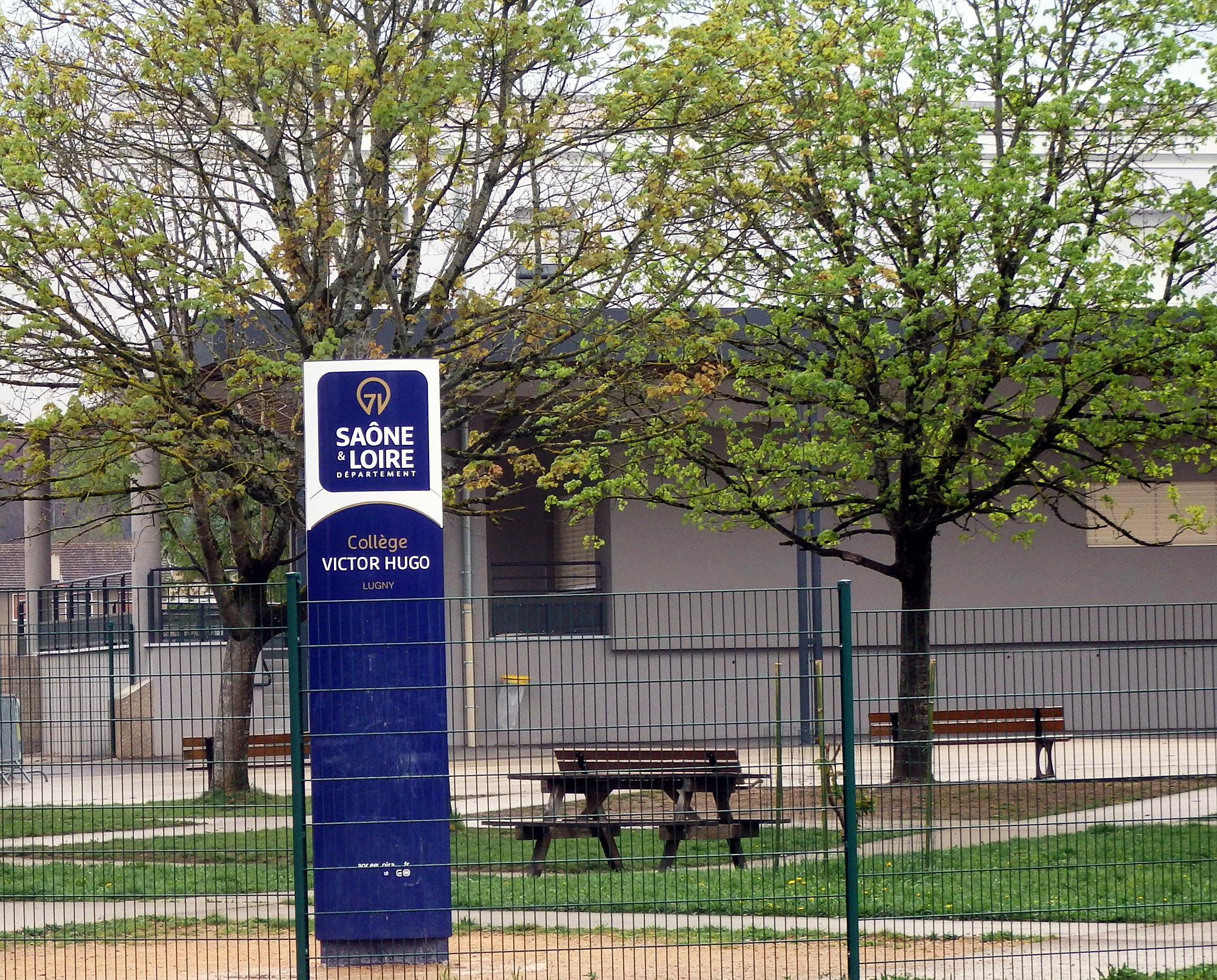
Le collège public Victor-Hugo de Lugny, entré en service en 1977 et dont la carte scolaire s'étend à 19 communes.

Pour l'enseignement secondaire, Bissy-la-Mâconnaise, avec dix-huit autres communes, relève de la carte scolaire du collège « Victor Hugo » de Lugny.

## Démographie
L'évolution du nombre d'habitants est connue à travers les recensements de la population effectués dans la commune depuis 1793. Pour les communes de moins de 10 000 habitants, une enquête de recensement portant sur toute la population est réalisée tous les cinq ans, les populations de référence des années intermédiaires étant quant à elles estimées par interpolation ou extrapolation. Pour la commune, le premier recensement exhaustif entrant dans le cadre du nouveau dispositif a été réalisé en 2004.

En 2022, la commune comptait 203 habitants, en évolution de −0,98 % par rapport à 2016 (Saône-et-Loire : −1,06 %, France hors Mayotte : +2,11 %).
| 1793 | 1800 | 1806 | 1821 | 1831 | 1836 | 1841 | 1846 | 1851 |
| ---- | ---- | ---- | ---- | ---- | ---- | ---- | ---- | ---- |
| 269  | 282  | 313  | 423  | 330  | 324  | 308  | 318  | 323  |

| 1856 | 1861 | 1866 | 1872 | 1876 | 1881 | 1886 | 1891 | 1896 |
| ---- | ---- | ---- | ---- | ---- | ---- | ---- | ---- | ---- |
| 315  | 318  | 274  | 288  | 291  | 327  | 269  | 225  | 244  |

| 1901 | 1906 | 1911 | 1921 | 1926 | 1931 | 1936 | 1946 | 1954 |
| ---- | ---- | ---- | ---- | ---- | ---- | ---- | ---- | ---- |
| 266  | 262  | 224  | 206  | 178  | 177  | 163  | 175  | 145  |

| 1962 | 1968 | 1975 | 1982 | 1990 | 1999 | 2004 | 2006 | 2009 |
| ---- | ---- | ---- | ---- | ---- | ---- | ---- | ---- | ---- |
| 155  | 165  | 149  | 151  | 158  | 177  | 168  | 168  | 211  |

| 2014 | 2019 | 2022 | - | - | - | - | - | - |
| ---- | ---- | ---- | - | - | - | - | - | - |
| 208  | 204  | 203  | - | - | - | - | - | - |

Les habitants de Bissy-la-Mâconnaise s'appellent les Bissillons.

## Culture locale et patrimoine

### Lieux et monuments
- La tour de l'ancien château fort.

De ce château, aux mains des seigneurs de Lugny à compter du milieu du XIVe siècle, il ne subsiste que la tour, de puissante carrure, appareillée de calcaire gris, sur laquelle se distinguent deux petites meurtrières (faces ouest et sud). Appartenant aux Saulx-Tavannes pendant les guerres de la Ligue, il fut pris et repris ; en juin 1593, la maison-forte était entre les mains de Georges-Épaminondas de Bauffremont, comte de Cruzille, qui agissait pour le compte des Royalistes et qui proposa de le rendre à Jean de Saulx, seigneur de Lugny et vicomte de Tavannes, son propriétaire, s’il lui remettait en échange sa tour de Dulphey. Après la soumission de Mâcon à Henri IV, Bissy-la-Mâconnaise fut au nombre des châteaux dont les députés de la ville demandèrent au roi la démolition compte tenu des calamités que ces places avaient attirées sur la région. La maison forte fut renversée, sauf une tour que l'on voit encore.

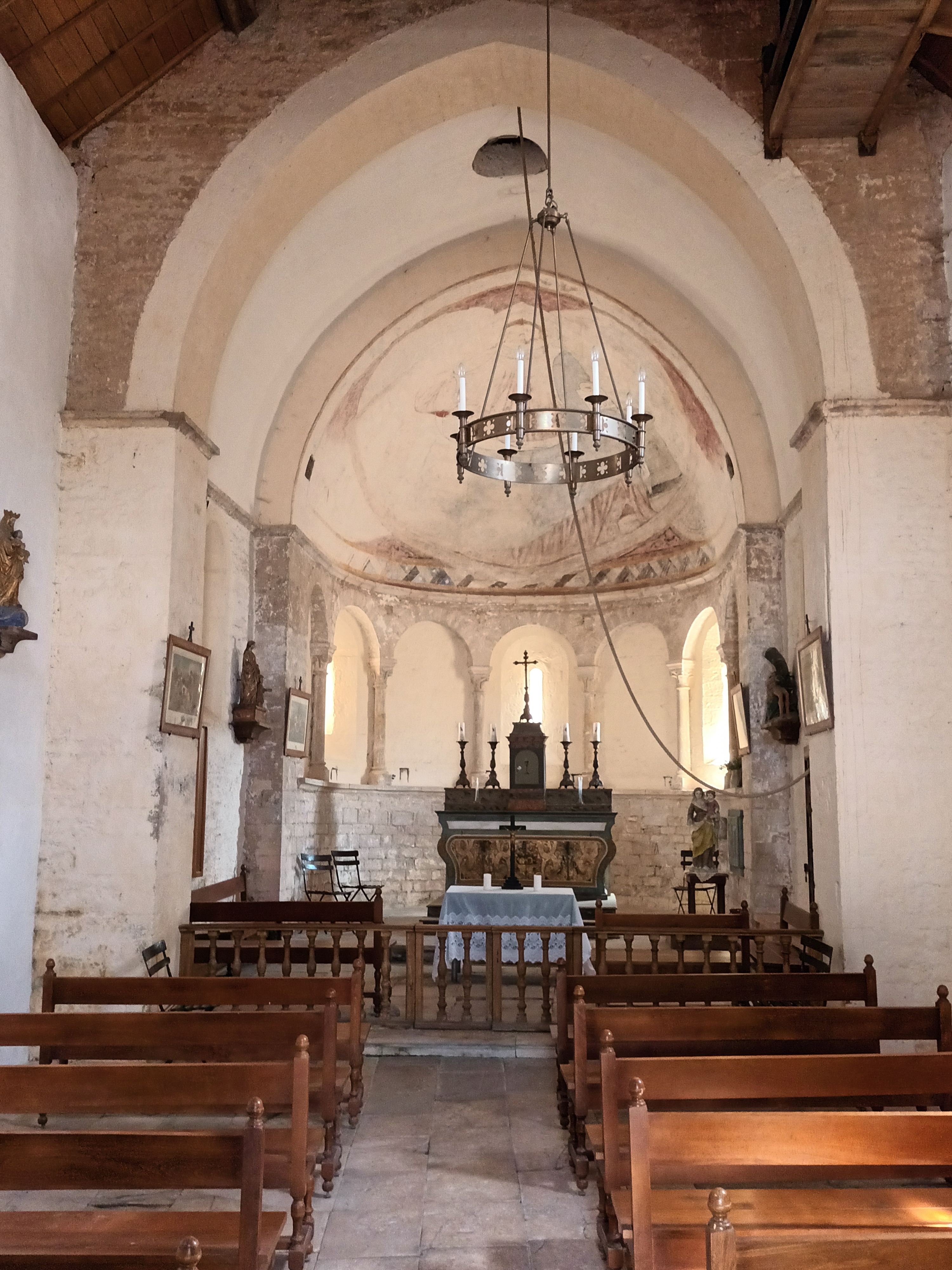
L'intérieur de l'église romane.

- L'église Saint-Cyr-et-Sainte-Julitte.

Placée sous le vocable de saint Cyr et de sainte Julitte, deux martyrs chrétiens du IVe siècle, cette église est classée aux Monuments historiques. Construite par les moines de Cluny au XIIe siècle, d'un roman tardif, elle a des allures de donjon avec son clocher barlong (qui abrite une cloche de 610 kg, fondue en 1845 par J.-A. Baudouin, fondeur à Mâcon). Sa nef unique, prolongée par une courte travée sous clocher, est précédée d'un portail sous auvent. L'abside est en cul-de-four. Tourelle d'escalier circulaire. Sa charpente apparente protège une importante collection de statuettes polychromes d'art populaire datant de la fin du Moyen Âge au XVIIIe siècle.
- La fontaine du bourg.

Construite à la source du ruisseau de Bissy (affluent de la Bourbonne), à deux pas de l'ancien château fort, et coiffée d'un toit de laves, elle existait déjà en 1764, année où cette « fontaine public et unique dudit Bissy qui est en ruine » fut réparée (en même temps que le lavoir situé à proximité). Une fontaine que Michel Bouillot a décrite en ces termes : « La fontaine publique, coiffée d’un cône de laves privé de sa cime, est à l’image des puits du voisinage (Lugny, Saint-Gengoux…) ; un grand soin a été apporté à son ouverture, qui regarde au nord et dispose d’un linteau courbe fort habilement exécuté, marque d’une construction communale. ».

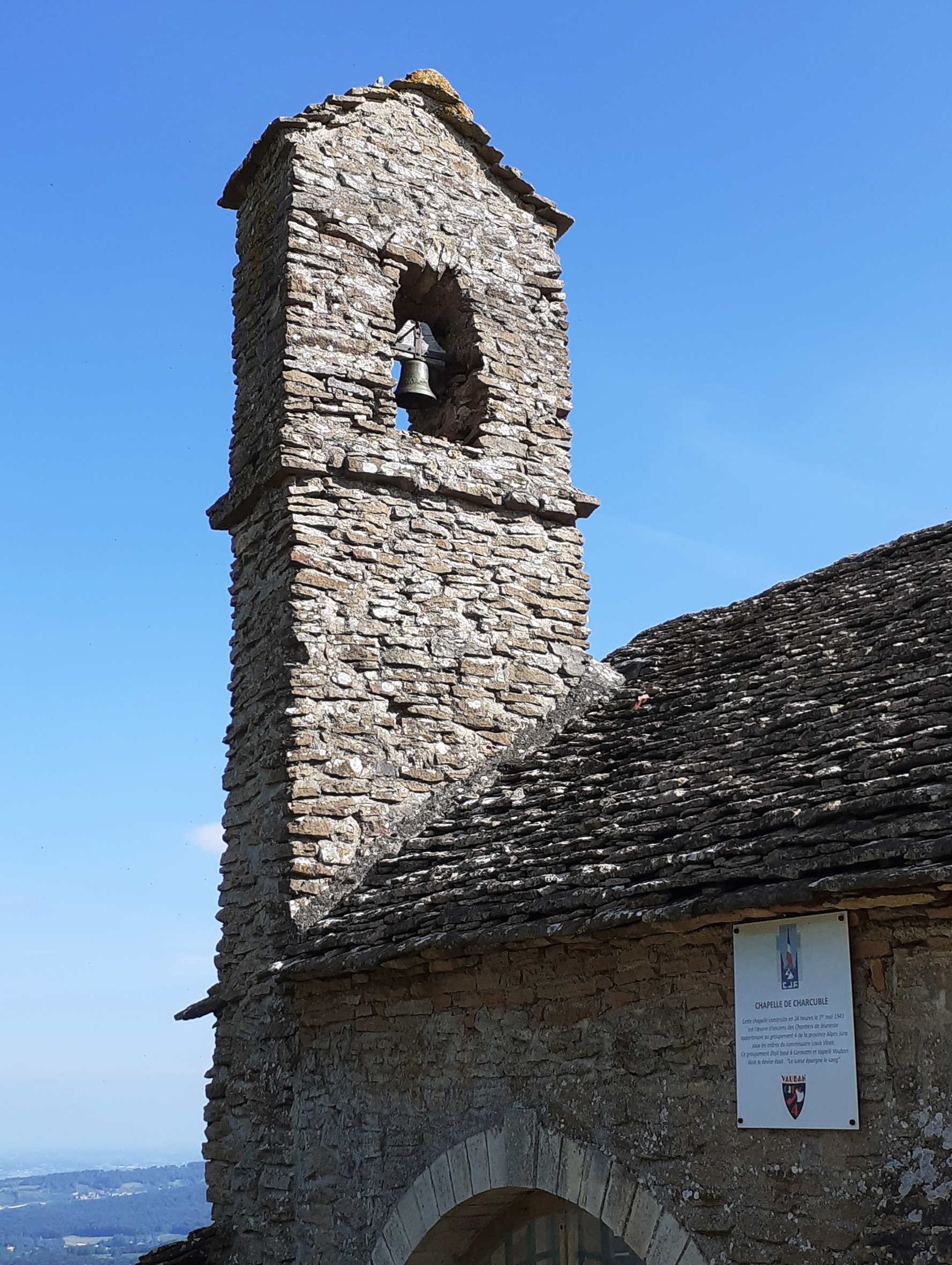
Le campanile de la chapelle de Charcuble, et sa cloche.

- La chapelle Saint-Philippe-et-Sainte-Jeanne-d'Arc de Charcuble.

Au hameau de Charcuble, au pied du mont Saint Romain, une petite chapelle a été construite en moins de vingt-quatre heures, le 1er mai 1941, à l'occasion de la fête du Travail, par le groupement « Vauban » des chantiers de jeunesse, conduit par le chef Louis Vinot et ses chefs de groupe. Dédiée à saint Philippe et à sainte Jeanne d'Arc, elle témoigne de l'activité de ces chantiers de jeunesse. Un rassemblement et une messe y ont lieu chaque 1er mai.
- Croix routière.

La croix routière érigée à l'entrée du bourg (en venant de Lugny), de la fin du XVIIIe ou du début du XIXe siècle, en pierre calcaire.
- « Balade en Brinchamp ».

Au printemps 2023 a été inauguré un sentier de 6 km doté d'une signalétique (10 panneaux), dont une partie du tracé chemine dans la partie est de la commune et permet la découverte du vignoble.

### Culte
Bissy-la-Mâconnaise appartient à l'une des sept paroisses composant le doyenné de Mâcon (doyenné relevant du diocèse d'Autun) : la paroisse Notre-Dame-des-Coteaux en Mâconnais, paroisse qui a son siège à Lugny  et qui regroupe la plupart des villages du Haut-Mâconnais.

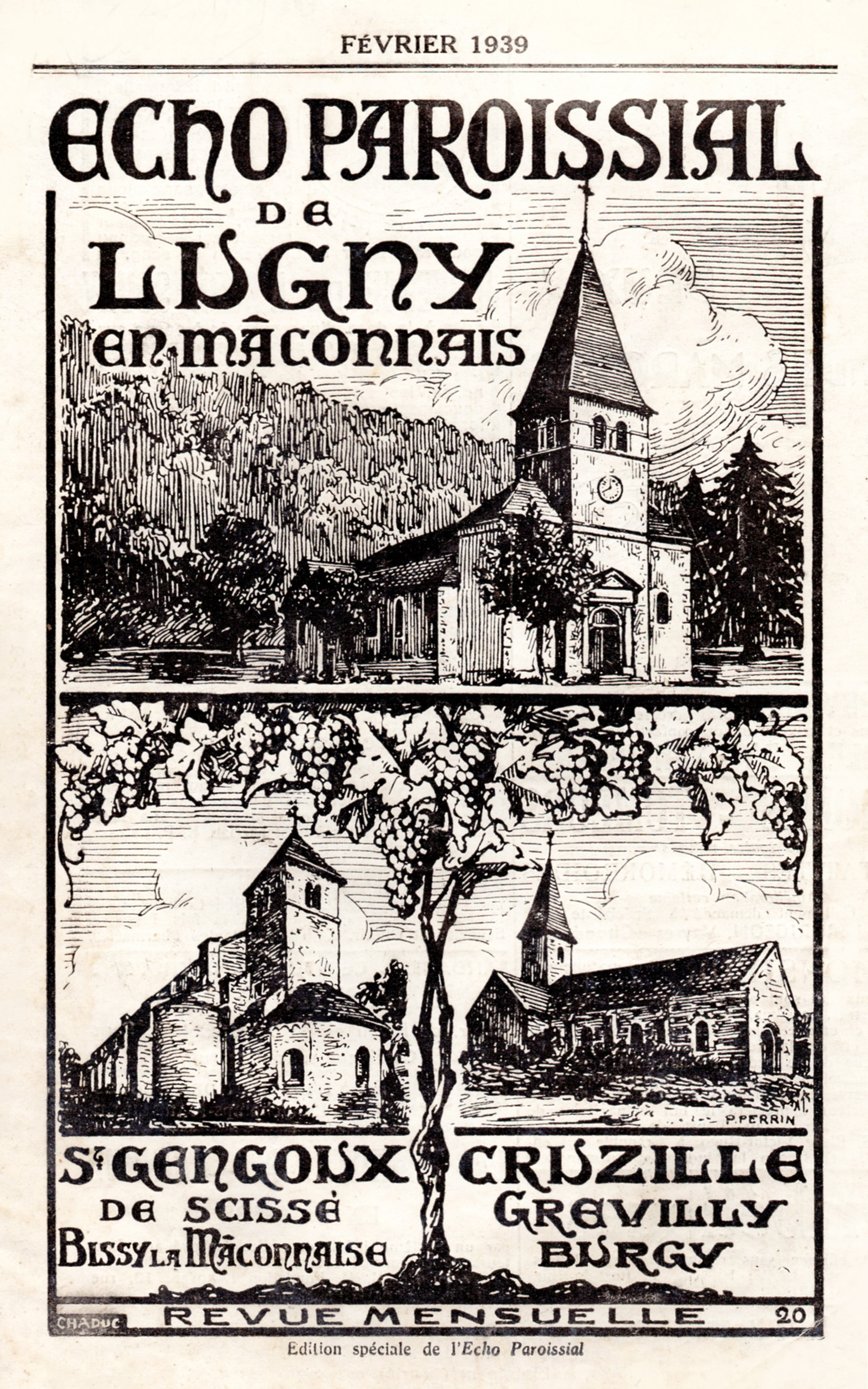

Bissy-la-Mâconnaise, qui a été rattaché à la paroisse de Lugny en ce qui concerne le culte après la Révolution française, a eu pour dernier curé l’abbé Louis-François Dubost, connu pour avoir consigné dans ses registres paroissiaux l'incendie du château de Lugny par les « Brigands » – des paysans et artisans révoltés – lors des troubles qui, à la fin de juillet, pendant la Grande Peur, agitèrent le Mâconnais : « Le 27 juillet 1789, à six heures et demie du soir, les Brigands quittent ma maison pour se rendre à Lugny où plus de 200 autres qui étaient venus de Péronne les avaient devancés. Ils pénètrent dans le château de M. de Montrevel, brisent les portes, les glaces, les vitraux et tous les meubles, jettent les débris par les fenêtres. […] On ne voit de tous côtés que destruction. Enfin, on met le feu au château. La flamme était si grande entre une et deux heures de la nuit que j’aurais pu lire à ma fenêtre à la lueur du feu. Dans vingt-quatre heures ce château bien meublé fut tout pillé et brûlé ; on ne vit plus que des cheminées en l’air et des murs calcinés par le feu ou noircis par la fumée ; il n’y resta rien, pas même des gonds. »

### Personnalités liées à la commune
- Jean-Marie Bouilloud, qui fut maire de Bissy-la-Mâconnaise puis maire de Lugny et qui exerça les fonctions de conseiller général du canton de Lugny de 1871 à 1901.

## Pour approfondir